# Dimapteron
Dimapteron – wymarły rodzaj owadów z rzędu skorków i podrzędu Archidermaptera, obejmujący tylko jeden znany gatunek: Dimapteron corami.
Rodzaj i gatunek opisane zostały w 2017 roku przez Richarda S. Kelly’ego, Andrew J. Rossa i Edmunda A. Jarzembowskiego na podstawie dwóch skamieniałości znalezionych w formacji Durlston w angielskim hrabstwie Dorset i pochodzących z berriasu w kredzie. Epitet gatunkowy nadano na cześć Roba Corama, znalazcy paratypu, a nazwę rodzajową na cześć Dimy Szczerbakowa, który poinformował Rossa o tym, że skamieniałość należy do skorka.
Skorek znany tylko z pokryw (tegmin), u holotypu o długości 8,3 mm i szerokości 4 mm. Kształt ich był wydłużony z wykrojeniem na przednim brzegu. Na przedzie, w okolicy nasady miały jasną plamkę. Powierzchnię miały punktowaną. Ich użyłkowanie charakteryzowało się: zakrzywioną żyłką kostalną łączącą się na wysokości wykrojenia z żyłką radialną i dalej biegnącą prosto, nierozwidloną i do szczytu skrzydła prostą żyłką medialną, nierozwidloną i prostą żyłką kubitalną zanikającą tuż przed wierzchołkiem skrzydła oraz nierozwidlonymi, prostymi żyłkami analnymi pierwszą i drugą, biegnącymi równolegle do siebie i do tylnego brzegu skrzydła, dochodzącymi do jego wierzchołka.